# Les Nouvelles littéraires
Les Nouvelles littéraires est un journal littéraire et artistique français créé le 21 octobre 1922 par la librairie Larousse. Il disparut en 1985 après avoir pris le titre de L'Autre Journal.

## Historique
Les Nouvelles littéraires sont dirigées par Maurice Martin du Gard de 1922 à 1936 puis par le directeur-administrateur de Larousse André Gillon de 1922 à 1966, et ensuite son fils Étienne Gillon à partir de 1966, puis René Minguet de 1971 à 1975. Philippe Tesson en est le propriétaire de 1975 à 1983, il choisit Jean-François Kahn comme directeur de rédaction,.
Les rédacteurs en chef en sont successivement Gilbert Charles, Frédéric Lefèvre de 1922 jusqu'en 1949, Georges Charensol de 1949 jusqu'en 1962, André Bourin jusqu'à sa disparition.
Le journal artistique et littéraire à l'origine s'intéresse au cinéma et aux sciences par la suite, il cessa sa parution de 1940 jusqu'en 1945. En 1924, le journal publie une revue annexe intitulée L'Art vivant.
En février 1966, la revue fête son 2000e numéros.

## Collaborateurs
- Raymond Woog (1932-1934).
- Jeanne Cressanges
- Maximilien Gauthier
- wiaz
- Jean-Louis Ezine